# Форнуш-ду-Пиньял
Форнуш-ду-Пиньял (порт. Fornos do Pinhal)  —  район (фрегезия) в Португалии,  входит в округ Вила-Реал. Является составной частью муниципалитета  Валпасуш. По старому административному делению входил в провинцию Траз-уж-Монтиш и Алту-Дору. Входит в экономико-статистический  субрегион Алту-Траз-уш-Монтеш, который входит в Северный регион. Население составляет 347 человек на 2001 год. Занимает площадь 11,14 км².